# Santa Maria Morettini (pera)
Santa Maria Morettini ( en España conocida como 'Santa Maria' en la E. E. Aula Dei) es el nombre de una variedad cultivar de pera europea Pyrus communis. Esta pera está cultivada en la colección de la Estación Experimental Aula Dei (Zaragoza). Criado por Alessandro Morettini en Florencia, Italia en « L'Istituto di coltivazioni arboree dell'Università di Firenze ». Es el resultado del cruce como Parental-Madre de 'Williams' Bon Chretien' x Parental-Padre 'Coscia'. Las frutas tienen pulpa blanca, de textura mantecosa, fina, jugosa, con un sabor dulce, vinoso, refrescante, muy bueno.

## Sinonimia
- "Santa María",
- "Santa Maria".[6]

## Historia
La pera 'Santa Maria' fue criada por Alessandro Morettini en Florencia, (Italia) en « L'Istituto di coltivazioni arboree dell'Università di Firenze ». Es el resultado del cruce como Parental-Madre de 'Williams' Bon Chretien' x polen del Parental-Padre 'Coscia'. Fue introducido en los circuitos comerciales en 1951.
La pera 'Santa Maria' está cultivada en diversos bancos de germoplasma de cultivos vivos tales como en National Fruit Collection aquí desde el año 1973 con el número de accesión: 1957-065 y nombre de accesión: Santa Maria (Bakker). También está cultivada en la colección de la Estación Experimental Aula Dei (Zaragoza) con nombre de accesión 'Santa Maria'.

## Características
'Santa Maria' es un árbol de extensión erguido, y se forman espolones fácilmente, de vigor moderado. Los botones florales pueden aguantar las heladas tardías. Tiene un tiempo de floración que comienza a partir del 20 de abril con el 10% de floración, para el 25 de abril tiene una floración completa (80%), y para el 2 de mayo tiene un 90% caída de pétalos. El tubo del cáliz muy pequeño, en embudo con conducto estrecho de media longitud.
'Santa Maria' tiene una talla de fruto de medio a grande; forma piriforme o piriforme truncada, cuello poco acentuado, asimétrica, rara vez regular, con el contorno irregularmente redondeado o suavemente ondulado, con un peso promedio de 149,00 g; con nervaduras débiles; piel lisa, fina, brillante; epidermis con color de fondo amarillo cera sin chapa o con chapa muy variable en extensión e intensidad, desde casi inapreciable llegando a cubrir medio fruto, pasando de levemente sonrosado a rojo fresa intenso, presentando un punteado abundante, verde-ruginoso con aureola verdosa o amarillenta, "russeting" (pardeamiento áspero superficial que presentan algunas variedades) muy débil (1-25%); cavidad del cáliz muy estrecha, y casi superficial o nula, el ojo pequeño o muy pequeño, abierto; Sépalos triangulares, anchos y cortos, extendidos o erectos; pedúnculo corto o medio, de medio grosor a muy grueso, leñoso o total o parcialmente carnoso, muy ensanchado en su extremo superior, recto o curvo, implantado derecho u oblicuo, cavidad del pedúnculo estrecha y casi superficial, con el borde ondulado o mamelonado.
Las peras 'Santa Maria' tienen pulpa blanca, de textura mantecosa, fina, jugosa, con un sabor dulce, vinoso, refrescante, muy bueno.
Madura en la segunda quincena de julio. La pera debe ser recolectada mejor cuando aún esta verde y relativamente dura. Las condiciones óptimas para la maduración se encuentran en áreas secas y sombreadas, y la maduración generalmente toma de 7 a 10 días desde que se recogió la pera. Las peras producidas comercialmente normalmente se recolectan y envían a las tiendas mientras están verdes.<

## Polinización
Excelente polinizador para otras variedades ya que es parcialmente autofértil.
'Santa Maria' está incluido en el grupo de polinización 4, pero para obtener la mejor cosecha de este peral, necesita una de las siguientes variedades cercanas:
- Clapp's Favorite (grupo de polinización 3)
- Conference (polinización grupo 3)
- Winter Nelis (grupo de polinización 3)[7][11]